# Västra USA

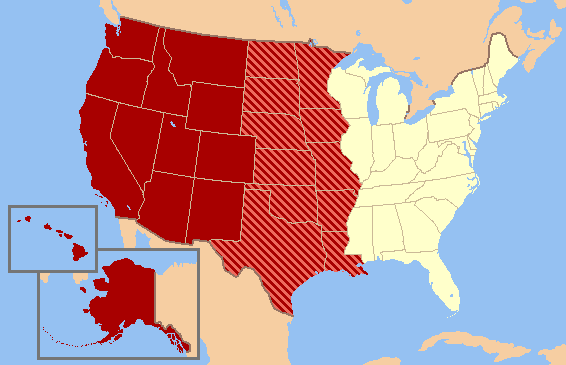
Definitionen varierar mellan olika källor. Enligt United States Census Bureau består regionen av: Alaska, Arizona, Colorado, Hawaii, Idaho, Kalifornien, Montana, Nevada, New Mexico, Oregon, Utah, Washington och Wyoming. Regionen delas i sin tur in i bergsområdet och Stillahavsområdet. Delstaterna i ljusröd färg, framför allt slättdelstaterna, räknas ibland som "väst", fastän de ofta brukar räknas in i andra regioner, som Mellanvästern och södern.

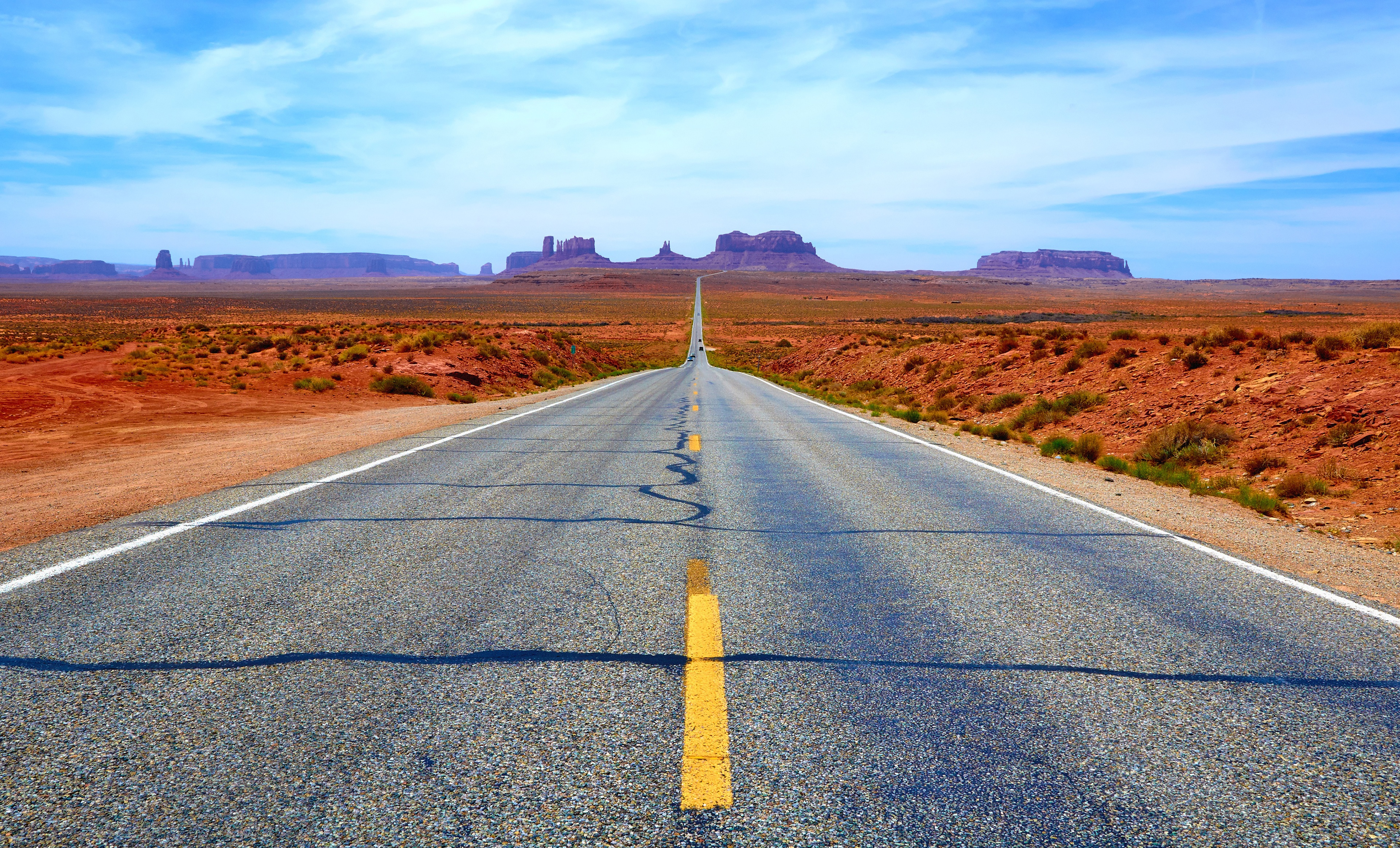
Breda landsvägar, som här i Monument Valley i Utah, är vanliga i Västra USA.

Västra USA (engelska: Western United States), alternativt den amerikanska västern (engelska: American West) eller bara västern (engelska: West), är ett begrepp som traditionellt syftat på de västliga delstaterna i USA. Eftersom USA expanderat västerut sedan bildandet, har betydelsen ändrats med årens lopp. Ofta säger man att Mississippifloden utgör gränsen mellan väst och öst.

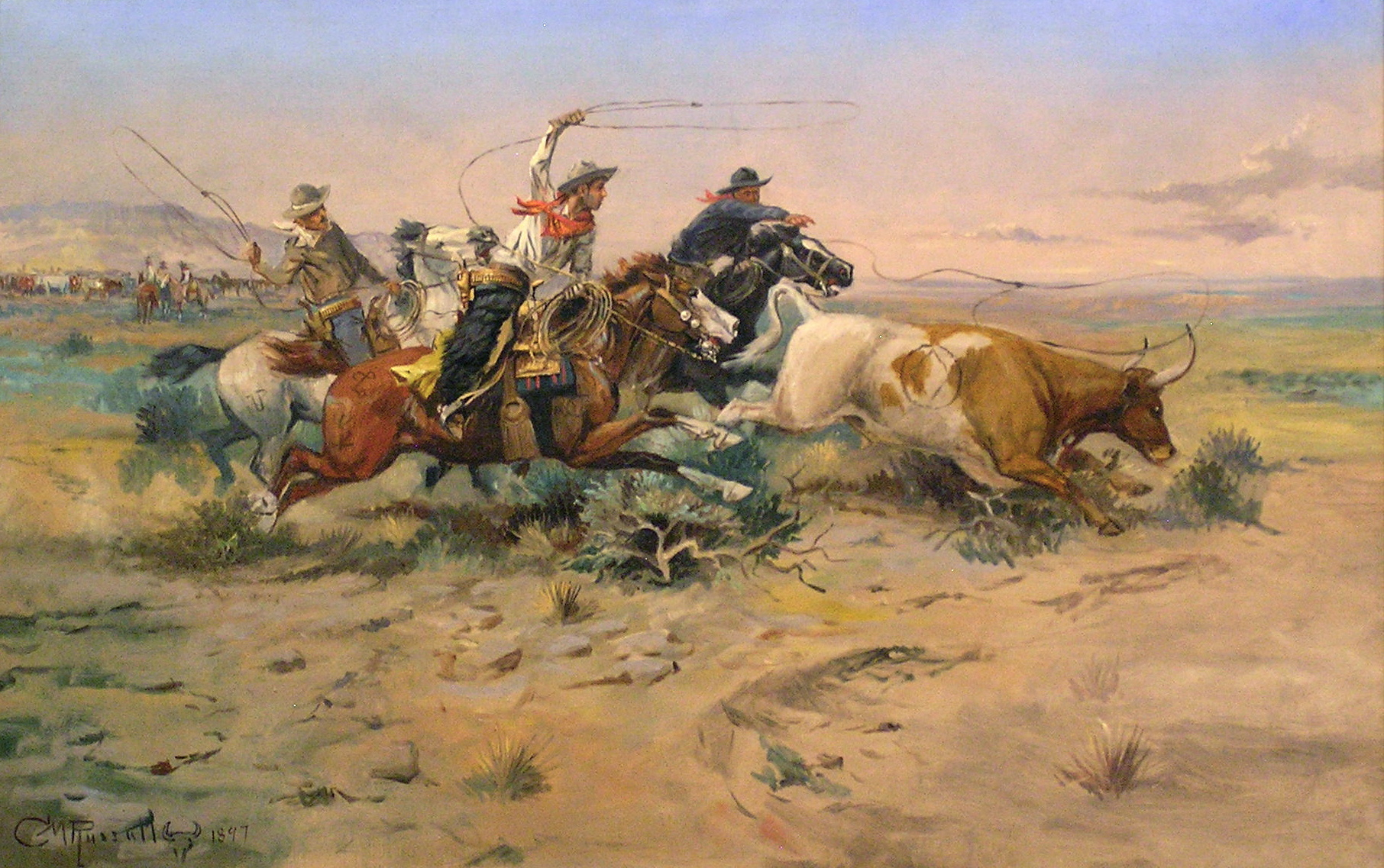
Cowboyyrket har länge kommit att symbolisera stora delar av Västra USA.

Naturen består främst av platåer, slätter och skogstäckta berg. Under 2000-talet räknas ofta även delstaterna vid Klippiga bergen och Great Basin till västra USA.

### Fotnoter
1. ↑  Jody Halsted (31 juli 2014). ”On the road along the Mississippi River” (på engelska). Foxnews. Arkiverad från originalet den 3 februari 2016. https://web.archive.org/web/20160203010504/http://www.foxnews.com/travel/2014/07/31/on-road-along-mississippi-river/. Läst 8 november 2015.